# Orlando Vásquez Velásquez
Orlando Vásquez Velásquez (Colombia, 1949) es un abogado y político colombiano. Miembro del Partido Liberal Colombiano.

## Biografía
Tuvo una larga carrera como jurista antes de ser designado Embajador de Colombia en Chile por el gobierno de Julio César Turbay. De allí pasó a ejercer brevemente como Gobernador Encargado de Antioquia en mayo de 1987, designado por el gobierno de Virgilio Barco, el mismo, quien, en julio de 1989, lo nombró Ministro de Gobierno. A partir del 27 de septiembre de 1989 fungió como Ministro Delegatario con Funciones Presidenciales, cargo que ocupó durante 90 días.
En las elecciones legislativas de 1990 fue elegido Senador, siendo reelegido en 1991 y 1994. En 1994 fue elegido por el Congreso Nacional como procurador general de Colombia, en reemplazo de Carlos Gustavo Arrieta Padilla.
Sin embargo, fue destituido en noviembre de 1996 por la Corte Suprema de Justicia, en el marco del Proceso 8.000. Previamente. en mayo de 1996, había sido capturado por la Policía acusado de enriquecimiento ilícito, testaferrato, cohecho y encubrimiento, además de haber adelantado una irregular investigación contra el Fiscal General Alfonso Valdivieso, por orden del Cartel de Cali, que financió sus campañas al Congreso. Finalmente, en 2002 fue condenado a 44 meses de prisión por sus vínculos con el Narcotráfico.